# Metro v Kodani

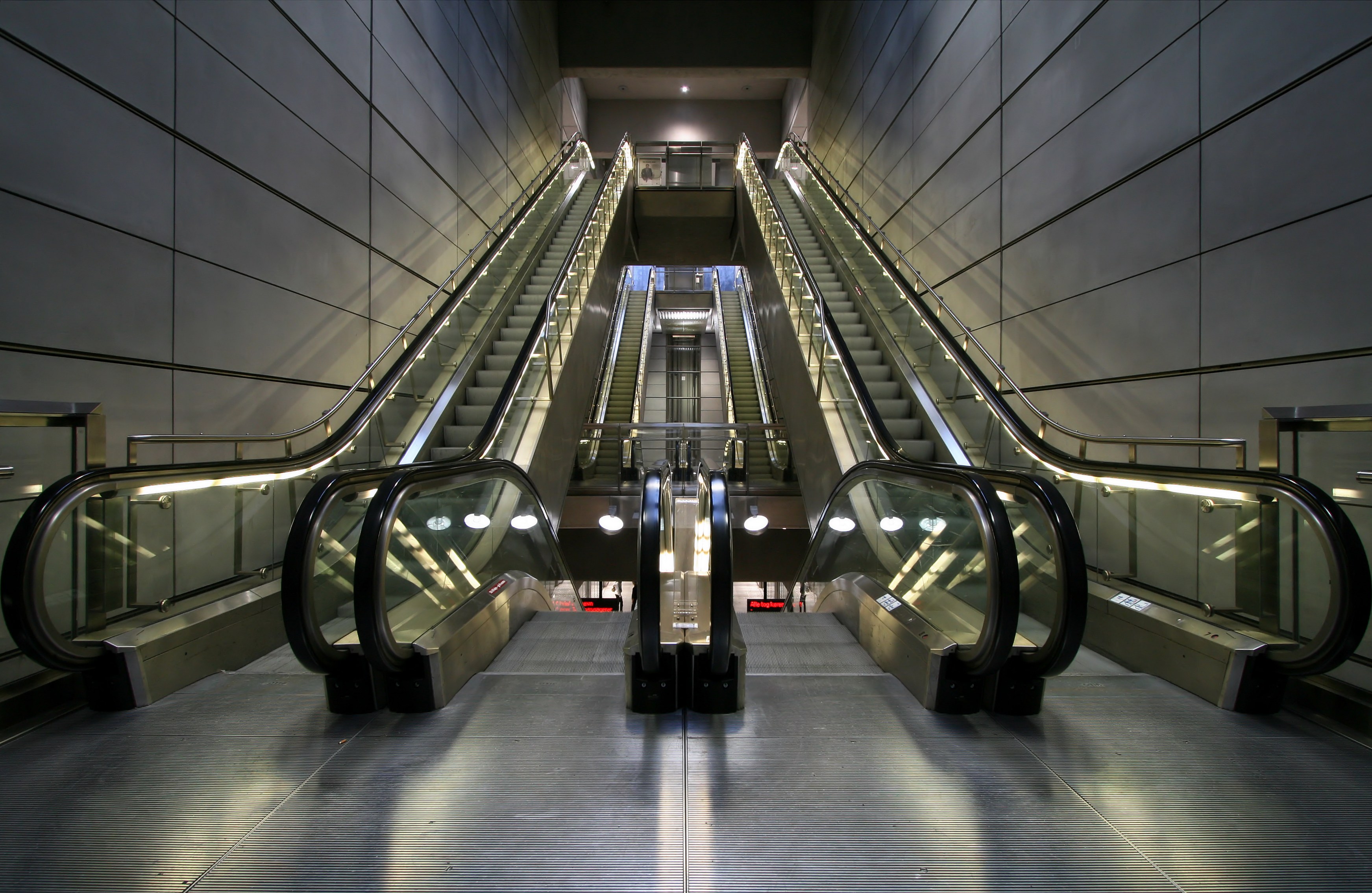
Eskalátory ve stanici Amagerbro

Metro v Kodani (dánsky Københavns Metro) je jediný systém podzemní dráhy v Dánsku, který slouží aglomeraci hlavního města Kodaně. Bylo uvedeno do provozu 19. října 2002, má celkovou délku 38 kilometrů a vyznačuje se tím, že všechny soupravy jezdí plně automaticky. 
Síť je tvořena čtyřmi linkami značené ve schématech barvami – M1 (zelená), M2 (žlutá), M3 (červená) a M4 (modrá). Linky M1 a M2 začínají ve čtvrti Vanløse a vedou paralelně do stanice Christianshavn, kde se větví. M1 vede do stanice Vestamager na předměstí Ørestad na ostrově Amager a M2 pokračuje k mezinárodnímu letišti Kastrup. Ve stanici Frederiksberg je možno přestoupit na okružní linku M3, jež propojuje významné body v širším centru města, a ve stanici Kongens Nytorv na linky M3 a M4, která vede mezi stanicemi Københaven H a Østerport paralelně s linkou M3 a ve stanici Østerport se větví do stanice Orientkaj. 
Celkově má metro 44 stanic. Soupravy jsou tvořeny třemi vagóny, jejich maximální rychlost činí 80 km/h na linkách M1 a M2, na zbylých dvou linkách pak 90 km/h. Metro jezdí po celý den, intervaly se pohybují od dvou minut ve špičce po dvacet minut v noci. Síť je rozdělena do čtyř tarifních zón. Ročně přepraví přes 100 milionů cestujících. 

## Linky
| Linka | Barva   | Počet stanic | Délka   | Rok otevření |
| ----- | ------- | ------------ | ------- | ------------ |
| M1    | Zelená  | 15           | 13,1 km | 2002         |
| M2    | Žlutá   | 16           | 14,2 km | 2002         |
| M3    | Červená | 17           | 15,5 km | 2019         |
| M4    | Modrá   | 13           | 10,2 km | 2020         |